# Sonic & Knuckles Collection
Sonic & Knuckles Collection (яп. ソニック＆ナックルズ コレクション Соникку андо Наккурудзу Корэкусён, рус. Соник и Наклз: Коллекция) — сборник, состоящий из игр Sonic the Hedgehog 3, Sonic & Knuckles, Sonic 3 & Knuckles, а также Blue Sphere, разработанный студией Sonic Team и изданный компанией Sega для персональных компьютеров под управлением Windows 14 февраля 1997 года.

## Общая информация
В сборнике содержатся игры Sonic the Hedgehog 3, Sonic & Knuckles и их совмещение — Sonic 3 & Knuckles, ранее вышедшими на приставку Mega Drive/Genesis в 1994 году. Также имеется возможность поиграть в Blue Sphere путём выбора в программном окне во время какой-либо игры пункта «Special Stage Mode». По сравнению с оригинальными играми, в Sonic & Knuckles Collection музыкальные композиции записаны в формате MIDI, а треки, созданные Майклом Джексоном, были заменены на новые от композитора Такуси Хиямута по юридическим причинам. Ремиксованные версии данных композиций были включены в сборник Sonic Origins. Версия сборника для Североамериканского и Европейского регионов также имеет программу Sonic the Screensaver, в которой доступны обои для рабочего стола, иконки, музыка и звуки из таких игр серии, как Sonic the Hedgehog, Sonic the Hedgehog 2, Sonic the Hedgehog CD, Sonic the Hedgehog 3 и Sonic & Knuckles; в Японии программа продавалась отдельно и впервые поступила в продажу 9 августа 1996 года для компьютеров под управлением операционных систем Windows 3.1 и Windows 95.
Sonic & Knuckles Collection переиздавалась в нескольких других сборниках, тоже предназначенных для Windows:
- Twin 2 Pack: Sonic CD/Sonic & Knuckles Collection (1998);
- Sonic Action Pack (2000);
- Sonic Action 4 Pack (2001);
- Sonic PC Mega Pack (2003).

## Оценки и мнения
| Иноязычные издания | Иноязычные издания |
| Издание            | Оценка             |
| ------------------ | ------------------ |
| PC Games           | 69/100             |
| PC Joker           | 67/100             |
| PC Player          | [ 2 ]              |
| Power Play         | 63/100             |
| SEGA-Mag           | 9/10               |

Sonic & Knuckles Collection был преимущественно положительно встречен журналистами. В немецком журнале PC Player сборник удостоился высшей оценки в 5 звёзд из 5; к достоинствам были отнесены очень разнообразные уровни, идеально подходящая музыка и увлекательный геймплей игр сборника. В другом немецком журнале, PC Games, отмечено, что компиляция наполнена грандиозными идеями, увлекательной механикой и потрясающей графикой, но это не самая лучшая реализация консольной игры от Sega. Некоторые рецензенты, однако, пришли к выводу, что сборнику не хватает разнообразия, другие же отметили, что в нём есть только всё самое необходимое для хорошей игры.